# Nahal Me'arot
Nahal Me’arot är ett naturreservat på Karmelberget utanför Haifa i norra Israel. Här finns fyra grottor: Me’arat HaTanur (Ugnsgrottan; även känd som Tabun Cave), Me’arat HaGamal (Kamelgrottan), Me’arat HaNahal (Bäckgrottan) och Me’arat HaGedi (Unggetsgrottan). 
Området blev ett världsarv 2012. Platsen visar på människans förhistoriska bosättningar och har unika belägg för tidiga begravningar.